# Gregorio Bartolomé Remacha
Gregorio Bartolomé Remacha (fl. 1715-1754) fue un compositor y maestro de capilla español.

## Vida
Existen pocas informaciones sobre los primeros años de Remacha. Las primeras noticias documentales que se tienen son de 1715, cuando era maestro de capilla de la Real Iglesia de San Cayetano de Madrid. Es posible que ocupase el cargo de forma interina desde 1711, ya que existe un impreso de música «Letras de los villancicos que se han de cantar [...] en la Iglesia de San Cayetano [...] en los maitines de Navidad de 1711», que coinciden en texto y estructura con las composiciones de Remacha, pero no lo mencionan de forma explícita. No es posible confirmar la fecha de 1711 debido a la destrucción de la documentación de San Cayetano durante la Guerra civil. En cualquier caso, su nombramiento como maestro de capilla tuvo que ser después de 1710, fecha en la que Antonio de Yanguas, su predecesor en el cargo, dejó el magisterio de San Cayetano.
En 1718 Remacha se presentó a las oposiciones al magisterio de la Catedral de Salamanca, uno de los magisterios más importantes de España, teniendo en cuenta que a menudo se conjugaba con la cátedra de música de la Universidad de Salamanca. Compitió con Alonso Tomé Cobaleda, maestro de Zamora; Francisco Antonio Yanguas, maestro de Santiago; José Cáseda, maestro de Sigüenza; Mateo de Villavieja, maestro de Osma; Fabián Clemente, maestro de Ciudad Rodrigo; Fermín de Arizmendi, maestro de Ávila; Diego de las Muelas, maestro de Astorga; Blas de Cáseda, maestro de Santo Domingo de la Calzada; Simón de Araya, maestro de León; Pedro Rodrigo músico de Madrid; Lorenzo Romero, músico de Madrid; y Pedro Felipe de Arteaga y Valdés, músico de Madrid. El cargo finalmente sería para Antonio de Yanguas.
En 1731 Remacha se presentó a la oposiciones para el magisterio de la Catedral de Valladolid. En las oposiciones se enfrentó a nada menos que a siete compositores de importancia, como eran Andrés Algarabel, maestro de capilla de la Catedral de Segovia; Adrián González Gámiz, maestro de la Catedral de El Burgo de Osma; Domingo Tejedor, maestro de capilla en la Catedral de Lérida; Agustín Gámiz de Salazar, organista en Zamora; Tomás Barcenilla, organista de la catedral de Valladolid; y dos músicos residentes en Madrid: Manuel Paradís y José Mir y Llusá. Finalmente salió victorioso Algarabel, tomando posesión del cargo el 24 de abril de 1731.
Parece confirmarse que Remacha permaneció en San Cayetano hasta por lo menos 1730, lo que se confirma por la publicación de villancicos para la iglesia en 1715, 1723, 1725, 1726, 1727, 1728 y 1730. Parece que tras las oposiciones en Valladolid regresó a San Cayetano por unos meses.
En noviembre de 1731 fue nombrado maestro de capilla de la Colegiata de Toro.

Acuerdo para admisión del M[aest]ro de Capilla.
En la ziu[da]d de Toro a v[ein]te y uno de Nov[iemb]re año de mil Set[eciento]s y treinta y uno estando en la sala Capitular los Señores Avad y Canónigos desta ynsigne collejial que auajo fi rmaran para tratar y conferir las cosas tocantes al Seruizio de Dios n[uest]ro señor vien y aum[en]to de esta ynsigne ig[lesi]a, por ante mí Manuel Cauero n[otari]o y s[ecreta]rio deste Cauildo el señor Dr. Don Pedro Vidal como tal avad propuso a d[ic]hos señores que rrespecto heran notiziosos que el majisterio de Capilla desta ynsigne ig[lesi]a se allaua vaco porque el que auia se auia despedido y estar admitido por tal en la santa ig[lesi]a Catedral de la z[iuda]d de Zamora por cuio motiuo se alla esta ynsigne ig[lesi]a sin m[aest]ro de Capilla que rrija y govierne la de los m[aest]ros de ella y que siendo zierto esto como tanvien lo hera que Don Gregorio Remacha que rreside en la uilla y corte de Madrid auia escripto Carta al Cauildo a q[uie]n la mostro suplicando se le admitiese por tal m[aest]ro de capilla y que rrespecto d[ic]ho Don Gregorio antes de aora se auia opuesto a este majisterio y quedado con el luzim[ien]to que sauian d[ic]hos señores quienes auiendo visto d[ic]ha proposizion = Dijeron que hera todo zierto por lo qual todos unánimes y conformes nemine discrepante dieron su voto admitiendole al d[ic]ho Don Gregorio al refer[i]do majisterio como con efecto quedo admitido con tal que el susod[ic]ho a de ser de su obligaz[ió]n enseñar la música a todos los muchachos y mozos de coro que asisten en esta ynsigne ig[lesi]a y a el sochantre de ella dandole su lecsion cada día y al d[ic]ho m[aest]ro se le señala por  su salario noventa rr[eale]s cada mes y media carga de trigo que es lo mismo que se a dado a los demas  sus antezesores acudiendole con todos los demas emolumentos que por tal m[aest]ro le tocan y deua lleuar y pertenezer guardandole los demas  ministros de esta Capilla todos los honores honrras y prerrogativas y preeminenzias que a los demas y así lo acordaron y fi rmaron de que doy fe y firme. = Dr. D. Pedro Vidal / Pedro Álvarez Gutierrez / Diego Vitoria y Ribera / Dn. Thomas Joseph de Zerar Ochoa / D. Ant[oni]o de Riuera / D. Joseph Sanchez / Dn. Fran[cis]co Bernal / D. Nicolas de Monroy / D. Nicolas Ygnacio de Villegas / Manuel Cauero
Actas capitulares de la Colegiata de Toro, 21 de noviembre de 1731

Se tienen noticias de que Remacha todavía se encontraba en Toro en 1740, cuando se interesó por el magisterio de la Catedral de Orense que había quedado vacante por renuncia de Tomás Clemente Moscoso. Sin embargo no se presentó a los ejercicios realizados el 30 de junio de 1740, quizás porque ya no tenía interés en desplazarse a Orense. Finalmente el cargo fue para Antonio Guadarrama. No hay más noticias de Remacha en Toro a partir de este momento.
La siguiente noticia que se tiene de Remacha son de su magisterio en la Iglesia Magistral de Alcalá de Henares. No se conserva información sobre Remacha en Alcalá de Henares, ya que los archivos fueron destruidos durante la Guerra civil. Se sabe que su antecesor en Alcalá, Antonio Rodríguez de Hita, abandonó el cargo en 1744 para ir a la Catedral de Palencia, por lo que Remacha debió obtener el cargo entre 1744 y 1745, no se sabe si por nombramiento u oposición. En un impreso de 1745, que contiene una carta de Remacha a fray Landívar, se menciona su recorrido profesional, por lo que se sabe con seguridad que en ese año era el maestro de capilla de la Iglesia Magistral.

Maestro de Capilla, que fuè en la Real de San Cayetano de Madrid: después en la muy Insigne Colegial de la ciudad de Toro: y al presente en la Santa Magistral de San Justo, y Pastor, de esta ciudad de Alcalá de Henares.

Las últimas noticias que se tienen de Remacha en Alcalá de Henares son de publicaciones de villancicos en 1753 a 1754. No hay más noticias de Remacha en España. Es posible que estuviese emparentado con los compositores Félix Máximo López, por matrimonio con María Dominga de Bartolomé Remacha, y su hijo Miguel López Remacha.

## Obra
El número de obras de Remacha que se conservan es muy pequeña. No se conservan obras suyas en la Real Iglesia de San Cayetano, debido a la destrucción de la documentación de San Cayetano durante la Guerra civil, ni en la Colegiata de Toro, por razones desconocidas. Se conservan dos villancicos en Salamanca, compuestos en 1717 y 1718, que posiblemente fueron enviado por el compositor para cualificarse ante el cabildo salmanticense para las oposiciones. Los villancicos publicados en 1715, 1723, 1725, 1726, 1727, 1728 y 1730 se conservan en la Biblioteca Nacional de España, aunque no conservan las partes musicales.
Se conservan composiciones suyas en el Archivo Musical del Colegio de Santa Rosa en Morelia, fechadas en 1760, lo que ha llevado a especular sobre una estancia de Remacha en México.